# Schildow
Schildow är en ortsteil i staden Mühlenbecker Land i Landkreis Oberhavel i förbundslandet Brandenburg i Tyskland. Schildow var en kommun fram till den 26 oktober 2003 när den uppgick i Mühlenbecker Land. Schildow hade 2 906 invånare 1996.